# マスチゴアメーバ科
マスチゴアメーバ科はミトコンドリアを欠くアメーバ様生物からなる科。淡水環境の腐泥中で自由生活を送るマスチゴアメーバ(Mastigamoeba)と、動物の腸管で片利共生をしているEndolimaxおよびIodamoebaの計3属からなる。

## 特徴
通常は鞭毛を1本持ったアメーバで淡水環境の腐泥中に生息している。基底小体から微小管が細胞核を取り囲むように円錐状に配列している。一方で動物の腸管に生息するものは鞭毛を持たない。

## 分類
古典的には鞭毛虫亜門動物性鞭毛虫綱根鞭毛虫目に所属していた。分子系統解析に基づきアメーバ動物門アーケアメーバ綱ペロミクサ目（またはマスチゴアメーバ目）の所属となっている。
マスチゴアメーバ科はミトコンドリアを欠き鞭毛を持つアメーバの3属(Mastigamoeba, Mastigina, Mastigella)を含んでいたが、分子系統解析によりMastigella属はペロミクサ科に移され、その一方で鞭毛を持たずエントアメーバ科に属していたEndolimaxとIodamoebaが組み入れられた。Mastigina属は分子情報がなく位置不詳である。したがって現在以下の3属からなるが、系統的にはMastigamoebaの大型種を含む系統Aと、それ以外の系統Bとに大別されており、Mastigamoeba属の整理が必要とされている。
- マスチゴアメーバ Mastigamoeba
Mastigamoeba balamuthiなど。
- Endolimax
小形アメーバ(Endolimax nana)など10種以上知られている。
- Iodamoeba
ヨードアメーバ(Iodamoeba buetschlii)の他に数種が記載されている。